# Tenso
Um tenso, também chamado de tenção, ou tençom em galego-português, é um estilo de música de trovador. Toma a forma de um debate em que cada voz defende uma posição; tópicos comuns dizem respeito ao amor ou à ética. Normalmente, o tenso é escrito por dois poetas diferentes, mas existem vários exemplos em que uma das partes é imaginária, incluindo Deus Peire de Vic), o cavalo do poeta (Gui de Cavalhon) ou seu manto (Bertran Carbonel). ] Os gêneros intimamente relacionados, e às vezes sobrepostos, incluem:
- o partimen, no qual mais de duas vozes discutem um assunto
- a cobla esparsa ou cobla exchange, um tenso de apenas duas estrofes
- a contenson, onde a questão é eventualmente julgada por um terceiro.